# FK Moskou
FK Moskou (Russisch: Футбольный клуб Москва, Futbolnij Klub Moskwa) was een Russische voetbalclub uit de hoofdstad Moskou.
Sinds 1924 was er in Moskou een voetbalclub die gesponsord werd door automobielbedrijf ZIL, Torpedo Moskou. Na de val van het communisme en de evolutie van de vrije markteconomie kon het bedrijf niet langer een team uit de eerste klasse sponsoren en verkocht het team aan het bedrijf dat eigenaar was van het Loezjniki Stadion dat 80000 plaatsen heeft.
Na enkele jaren, in 1997, besloot ZIL om een nieuwe club op te richten die in het Torpedo-stadion zou spelen dat vroeger de thuishaven was van Torpedo Moskou. Zo werd Torpedo-ZIL opgericht, het oude Torpedo veranderde voor één jaar de naam in Torpedo-Luzhniki. In 2003 verkocht ZIL de club opnieuw, deze keer aan een metaalbedrijf dat de naam veranderde in Torpedo-Metallurg. In juli 2004 veranderde het team opnieuw van eigenaar, dit keer werd de stad Moskou eigenaar en zo werd FK Moskou geboren.
In 2005 werd FK Moskou 5de in de eindstand en mocht deelnemen aan de Intertoto Cup. In de derde ronde werd de club uitgeschakeld door Hertha BSC Berlin. In 2010 kondigde de sponsor aan dat de club zich zou terugtrekken uit de Premjer-Liga en naar de amateurliga zou verhuizen. Hier speelde het nog één seizoen en na een derde plaats in de Moskouse zone werd de club op 28 december 2010 opgeheven.

## In Europa
Uitslagen vanuit gezichtspunt FK Moskou
| Seizoen                                                    | Competitie    | Ronde | Land                 | Club           | Totaalscore | 1e W    | 2e W    | PUC |
| ---------------------------------------------------------- | ------------- | ----- | -------------------- | -------------- | ----------- | ------- | ------- | --- |
| 2006                                                       | Intertoto Cup | 2R    | Vlag van Wit-Rusland | MTZ-RIPO Minsk | 3-0         | 2-0 (T) | 1-0 (U) | 0.0 |
|                                                            |               | 3R    | Vlag van Duitsland   | Hertha BSC     | 0-2         | 0-0 (U) | 0-2 (T) | 0.0 |
| 2008/09                                                    | UEFA Cup      | 2Q    | Vlag van Polen       | Legia Warschau | 4-1         | 2-1 (U) | 2-0 (T) | 3.0 |
|                                                            |               | 1R    | Vlag van Denemarken  | FC Kopenhagen  | 2-3         | 1-2 (T) | 1-1 (U) | 3.0 |
| Totaal aantal behaalde punten voor UEFA coëfficiënten: 3.0 |               |       |                      |                |             |         |         |     |

## Bekende (oud-)spelers
- Aleksandr Samedov